# Священные камни

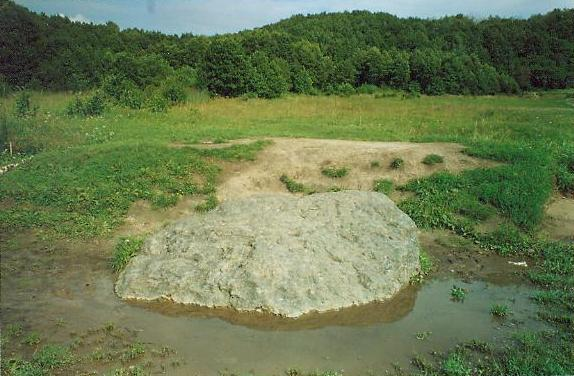
Синий камень — древнее святилище мерян и славян.

Свяще́нные ка́мни — камни, ставшие объектом ритуального поклонения.

## Функции священных камней
Культовые камни могут нести различные функции:
- Камни-надгробья, которые «прикрепляют» душу покойника к определенному месту, и являются для неё временным пристанищем. Недаром говорят, что камни — окаменевший дух предков.
- Камни-оплодотворители, которые способствовали оплодотворению. Некоторые народы считают, что если женщина потрётся телом о священный камень, то обязательно забеременеет.
- Камни-исцелители с отверстиями, способствующие оздоровлению. У некоторых народов ребёнка протаскивали через отверстия в священном камне, чтобы он рос здоровым.
- Камни-метеориты или «небесные камни» — камни, упавшие с неба. У многих народов такие камни являлись символами плодородия и назывались «гром-камни», так как за ними, якобы, гналась молния. Поэтому они способствуют дождю.
- Камни-покровители, обереги. Такие камни почитались как защитники человеческой жизни и здоровья, покровители скота, ремёсел.
- Камни — жилища богов, духов и предков.
- Камни — свидетели различных событий и явлений.
- Камни, под которыми находят детей или клад[1].

Вера в священные камни присутствует в религиозных воззрениях разных народов. С каждым из таких камней связана своя оригинальная легенда.

## Почитание камней у славян

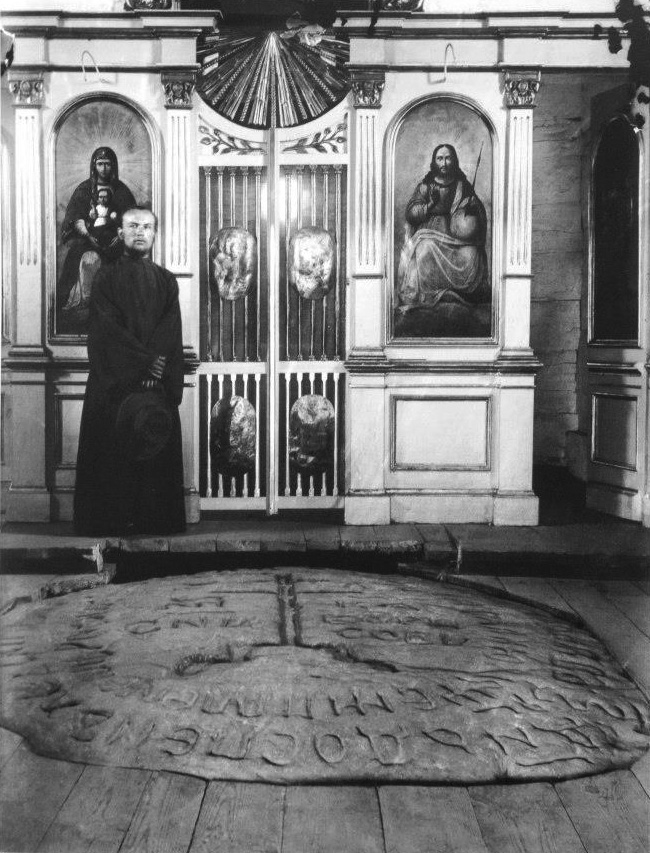
Рогволодов камень

В славянской народной традиции распространено почитание культовых камней, особенно связанных с именами святых или легендарных героев: Богородицы (у русских), св. Параскевы (у белорусов, македонцев), преп. Феодора (у русских), св. Афанасия (у македонцев), Марко Кралевича (у сербов, македонцев) и др. Частицы от этих камней, а также вода, собирающаяся в их углублениях, считались целебными, а сами камни служили местом паломничества больных, которые оставляли свои приношения (хлеб, полотенца, платки, ленты и подобное) около камней или развешивали их рядом на деревьях. У русских объектом поклонения бывали камни посреди воды — на реке или потоке, к которым приходили в Петров день (в соответствии с этимологией имени Пётр — каменный); у культовых камней могли совершаться поминальные и охранительные ритуалы, например, опахивание камня во время мора, заклание ягнёнка или курицы в Юрьев день (у македонцев), ритуальное прокалывание ушей детям (у сербов) и другие. Сербы почитали также камень, укладываемый в основание дома (темелац), на котором приносили «кровавую» жертву.
См. также: Борисовы камни, Рогволодов камень, Баш и Башиха, Дед (валун), Каменная могила, Княжеский камень, Синий камень, Конь-камень.

## Армянские священные камни
Зорац-Карер, или Караундж (Carahunge), в 200 км от Еревана, у г. Сисиан, — доисторический памятник, состоящий из сотен вертикально поставленных больших камней со сквозными отверстиями в верхней части. Он расположен на горном плато на высоте 1 770 м над уровнем моря и занимает площадь более 25 га. По предположениям исследователей, это древнейшая и самая большая обсерватория в мире, возраст которой составляет более 7,5 тысячи лет.

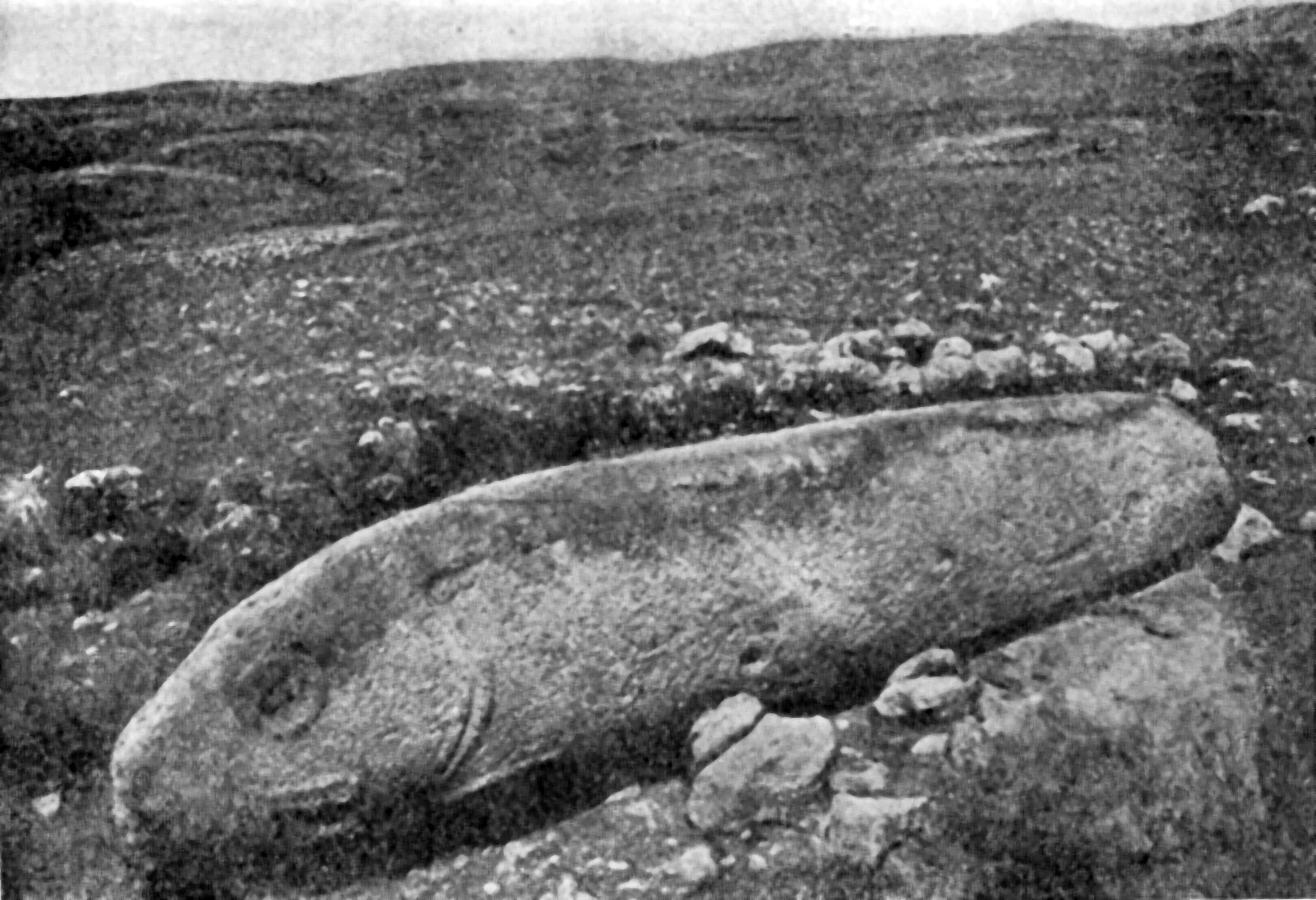
Вишап в форме рыбы (Вишап № 2 стоянки Имирзек Гегамского хребта)

В верховьях реки Азат, выше Гехардского монастыря, среди вулканических глыб разбросаны необычные каменные изваяния рыб, которым местное население дало название «вишапов» (драконов). На теле вишапа видна рыбья чешуя, на голове — жабры, глаза, ноздри, рот. Встречаются также вишапы в виде сидячего быка, голова которого покоится между передними ногами. Вишапы были найдены также на склонах Арагаца (близ крепости Амберд) и в районе Ахалкалака. Один вишап доставлен в Ереван и лежит в саду напротив Драматического театра.
Полагают, что вишапы сделаны во II тысячелетии до нашей эры. Это подтверждается тем, что на одном из вишапов, найденным близ села Гарни, обнаружена урартская клинообразная надпись. Вишапы, по-видимому, были божествами воды, плодородия и пастбищ, так как они находятся исключительно у родников, в верховьях рек и каналов. О принадлежности к культу воды говорит и рыбный «облик» вишапов. Вишапы в облике быка имеют то же значение, что и рыбы, и также связаны с культом воды, ибо согласно древней армянской легенде бык своими рогами разрывает облака и вызывает дожди. Гром — это рев быка.

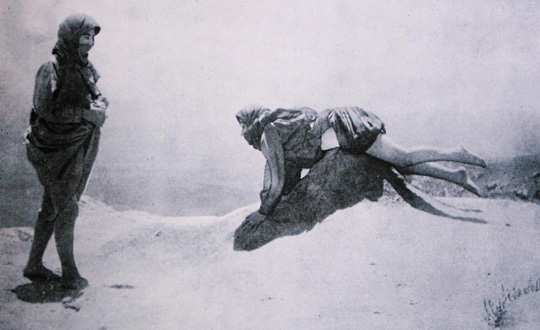
Портакар. Ритуал.
Армения. XIX век.

«Пупочные камни» — ритуальные камни в Армении, связанные с культом богини (дицуи) земли, плодородия и материнства (вероятнее всего, Анаит). Вероятно, на формирование представлений о портакарах также повлиял известный митраический миф о рождении Митры (в армянской мифологии — Мгер) из камня и его уходе в скалу. В этой связи, портакары также считались вратами в потусторонний мир. Согласно дохристианскому ритуальному обряду, женщины, желавшие забеременеть, ложились либо прижимались к портакарам брюшной полостью, что по верованиям армян, способствовало беременности. Частью обряда было зажжение свечи и обкуривание портакара благовониями. Если в результате такого обряда рождался ребёнок, то на портакаре делался сакральный знак-отметина. Соответственно, чем больше подобных знаков на портакаре, тем большей популярностью он пользовался среди населения.

## Менгиры
Почитались в неолитическое время. Были особенно распространены в мегалитических культурах.

## Кааба
Священный чёрный камень мусульманской святыни Каабы, по преданию, был некогда белым, но почернел из-за людских грехов. Согласно легенде, когда завоеватели Мекки бросили священный чёрный камень в воду, он не утонул, а плавал на поверхности воды

## Кельтские священные камни
Грааль в той версии, которая восходит к кельтской мифологии, — это камень: в таком виде его представляют средневековые авторы — Кретьен де Труа (автор романа «Персеваль») и Вольфрам фон Эшенбах (автор романа «Парсифаль»).

## Почитание священных камней финно-уграми

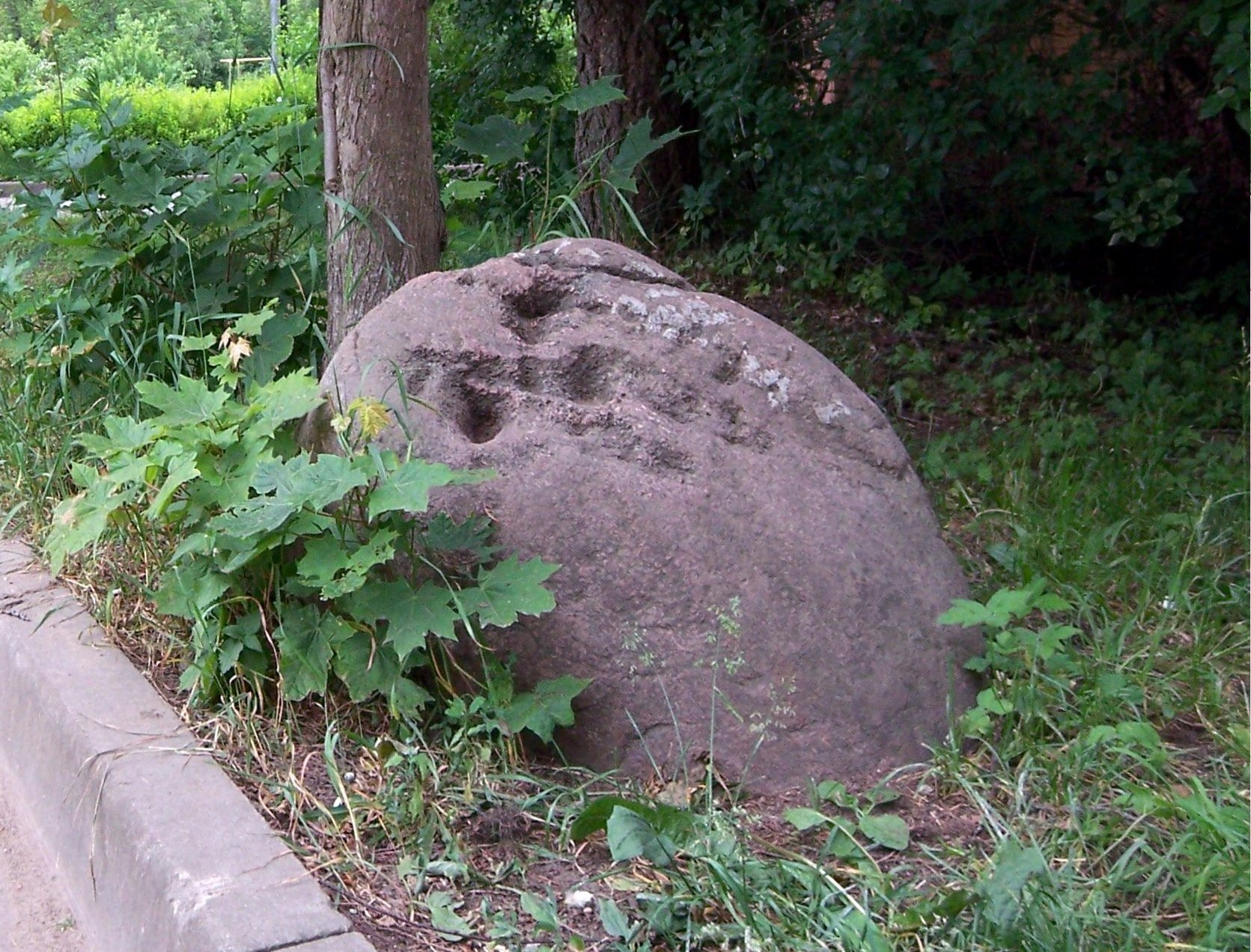
Следовик в Менделеево.

Синий камень и Конь-камень (о. Коневец) были священными камнями северных народов финно-угорской группы. Свидетелем языческих ритуалов был и Горячий камень у реки Устья (посёлок Богдановский Устьянского района Архангельской области), священные камни Тиверского городища, Молодеев (Молодеевский) синь-камень (д. Молодеево Костромского района Костромской области) и т. п.
Священные камни до сих пор почитаются среди марийцев (Чумбылатов камень), в традиционных культурах (например, на Алтае).

## Священные камни в Японии
С древних времен местами поклонения народностей населявших Японию служили пещеры, необычного вида конфигурации камней или отдельные камни. Их все называли ивакура («камень-вместилище 磐倉・岩倉) или «камень для сидения» 磐座). Считалось, что на этих камнях (или в этих пещерах) отдыхали боги, сходя на землю, а впоследствии они воплотились в эти камни. Множество камней по всей Японии считаются живыми каменными божествами (исигами 石神). Это, как правило, камни необычной формы или обнаруженные в необычном месте. Согласно синтоистским представлениям, они считаются телом божества (синтай 神体).

## Священные камни в массовой культуре
В фильме «Индиана Джонс и храм судьбы» главный герой ищет камни Шанкары, будто бы врученные мудрецу индийским богом Шивой для борьбы со злом. Несмотря на определённые параллели с индийской мифологией, священные камни Шанкары — вымысел сценаристов.
В историческом романе польского писателя Генрика Сенкевича «Огнём и мечом» Богдан Хмельницкий в благодарность за спасение своей жизни дарит Яну Скшетускому недорогой перстень, в который был вправлен камешек — кусочек Голгофы. И гордый шляхтич Ян Скшетуский принимает этот дар. Голгофа — небольшая скала в Иерусалиме, на которой был распят Иисус Христос — весьма почитается у христиан всех конфессий и также может считаться «священным камнем».